# یواس‌اس سیمپسون (اف‌اف‌جی-۵۶)
یواس‌اس سیمپسون (اف‌اف‌جی-۵۶) (به انگلیسی: USS Simpson (FFG-56)) یک کشتی است که طول آن ۴۵۳ فوت (۱۳۸ متر) می‌باشد. این کشتی در سال ۱۹۸۴ ساخته شد.